# خازم بن خزیمه
خازم بن خزیمه،(90 هـ - 153 هـ / 708 م - 770 م) از سرداران ابومسلم خراسانی بود که در روند قدرت گیری جنبش عباسیان و تشکیل حکومتشان در کنار ابومسلم به ایفای نقش پرداخت که از آن جمله می‌توان به فرماندهی لشکر خراسانیان در جریان جنگ با هواداران اموی که در حال عقب‌نشینی بودند اشاره نمود. در طی این واقعه که در سال ۱۳۱ هجری/۷۴۸ میلادی و در نهاوند روی داد خازم موفق به شکست امویان شد. پس از قتل ابومسلم، خزیمه در خدمت منصور خلیفهٔ عباسی درآمد. در سال ۱۴۱ هجری/۷۵۹ میلادی خلیفهٔ عباسی فرمان جنگ با اسپهبد خورشید که به پشتیبانی از سنباذ (یکی از مدعیان خونخواهی ابومسلم) پرداخته بود را صادر کرد. در طی دو سال خازم بن خزیمه به همراه ابوعون بن عبدالله، روح بن حاتم و عمر بن العلاء در جریان عملیاتی مشترک به جنگ با اسپهبد پرداختند و در جریان این جنگ تدریجاً تمام طبرستان را تصرف کردند. از دیگر اقدامات خزیمه سرکوب شورش استاذسیس در عصر منصور عباسی بود. در حدود سال‌های ۱۴۸ تا ۱۵۱ هجری، شخصی به نام استاذسیس در بادغیس با استفاده از نارضایتی مردمی از عباسیان سر به شورش پرداخت و دامنهٔ اقداماتش تا هرات، مشرق خراسان و سیستان کشیده شد و طرفداران زیادی به خود جذب کرد. خزیمه به فرمان منصور اقدام به سرکوب این شورش نمود و به همراه مهدی فرزند منصور موفق به انجام این کار شد. خازم در جریان این سرکوب قریب به هفتاد هزار تن از یاران استاذسیس را از دم تیغ گذراند. اما خود استاذسیس به بغداد فرستاده شد و در آنجا اعدام گردید و سی هزارتن از یارانش که به همراه او اسیر بودند، آزاد گشتند.